# Henrik Hölscher
Henrik Hölscher (* 20. September 1972 in Düsseldorf) ist ein ehemaliger deutscher Eishockeyspieler, der in der Deutschen Eishockey Liga für die Maddogs München, die Nürnberg Ice Tigers, die Kassel Huskies, die Wölfe Freiburg, die Hamburg Freezers, die Füchse Duisburg, die DEG Metro Stars sowie für die Krefeld Pinguine spielte.

## Karriere
Der 186 cm große und 84 kg schwere Stürmer begann seine Karriere in der Jugendmannschaft der Düsseldorfer EG und schloss seine letzte Juniorensaison mit über zwei Punkten pro Spiel ab. Er erhielt mit 18 Jahren in der Saison 1990/91 neun Einsätze für die Profis der DEG und seine Leistungen waren so gut, dass er in der Saison 1991/92 einen Stammplatz im Kader des damaligen Deutschen Meisters erhielt. In der folgenden Spielzeit 1992/93 kam er in den ersten 29 Spielen auf vier Tore und insgesamt sieben Punkte, bei nur acht Strafminuten. Doch die Chance, einen Platz in den ersten Reihen zu erhalten, war gegen Konkurrenten wie Dieter Hegen, Gerd Truntschka, Chris Valentine, Peter John Lee, Ernst Köpf und Andreas Brockmann nicht groß. Daher wechselte er noch während der Saison zum ESV Kaufbeuren. Danach ging er zu den Mad Dogs München, dem seinerzeit amtierenden Meister. Die Mad Dogs mussten sich während der Saison vom Spielbetrieb zurückziehen und Hölscher wechselte erneut, diesmal nach Nürnberg. Bei den Ice Tigers blieb er zwei Jahre und spielte seine bislang beste Saison mit 12 Tore und 33 Punkte in 57 Spielen.
Hiernach entschied Hölscher sich, zunächst eine Ausbildung zu absolvieren, nebenbei spielte er in tieferen Ligen (Regionalliga bis zweithöchste Spielklasse) in Nordrhein-Westfalen. Nachdem seine kaufmännische Ausbildung im Sommer 2000 beendet war, nahm er den Spielbetrieb in der DEL wieder auf, erste Station war Kassel, später Wolfsburg, Bad Nauheim, Riessersee und Freiburg in der 2. Liga. Im Sommer 2005 ging er nach zu den Hamburg Freezers, 2006 nach zum EV Duisburg und 2007 schließlich wieder zurück zur DEG. Noch während der Saison 2007/08 wechselte er auf die andere Rheinseite zu den Krefeld Pinguinen, wo er seine aktive Laufbahn nach einem Jahr beendete.